# Muchacha italiana viene a casarse (série télévisée, 1971)
Pour les articles homonymes, voir Muchacha italiana viene a casarse.
Muchacha italiana viene a casarse est une telenovela mexicaine diffusée en 1971-1972 par Canal 2 de Telesistema Mexicano.

## Distribution
- Angélica María : Valeria Donatti
- Ricardo Blume : Juan Francisco de Castro
- Isabela Corona : María Mercedes de Castro
- Celia Castro : Fanny Iglesias del Campo
- Miguel Manzano : Vicente
- Nelly Meden : Analia de Castro
- Aarón Hernán : Patricio de Castro
- Silvia Pasquel : Gianna Donatti
- Rafael Banquells : Joseph
- Hortensia Santoveña : Teresa #1
- Alicia Montoya : Teresa #2
- María Rubio : Elena de Castro
- Socorro Avelar : Dulce
- Eduardo Alcaraz : Vittorio Maglione
- Héctor Gómez : Eduardo
- Javier Ruan : Héctor
- Magda Guzmán : Analia
- Lucía Méndez : Raquel
- Daniela Rosen : Cecilia
- César del Campo : Ricardo
- Martha Zavaleta : Carmen
- Alfonso Meza
- Héctor Flores : Chato
- Susana Dosamantes
- Ernesto Gómez Cruz : Humberto
- José Antonio Ferral : Jaime
- Atilio Marinelli : Príncipe Andrés de Orsini
- Joaquín Arizpe : Pedro
- Ignacio Rubiel : Nacho
- Raymundo Capetillo
- Cristina Moreno : Silvia

## Diffusion internationale
| Pays       | Chaîne                          | Titre                             | Série première |
| ---------- | ------------------------------- | --------------------------------- | -------------- |
| Mexique    | Canal 2 de Telesistema Mexicano | Muchacha italiana viene a casarse | 1971           |
| Salvador   | TCS Canal 2                     | Muchacha italiana viene a casarse |                |
| Chili      | TVN Chili                       | Muchacha italiana viene a casarse |                |
| États-Unis | Univision                       | Muchacha italiana viene a casarse |                |
| Argentine  | Canal 13                        | Muchacha italiana viene a casarse |                |
| Serbie     | TV Pink                         |                                   |                |
| Venezuela  | Venevisión                      | Muchacha italiana viene a casarse |                |
| Pérou      | América Televisión              | Muchacha italiana viene a casarse |                |

## Autres versions
- Muchacha italiana viene a casarse (1969), réalisé par Miguel Larrarte pour Teleteatro, avec Alejandra Da Passano et Rodolfo Ranni.
- Esa Provinciana (1983), réalisé par Eliseo Nalli pour Teleteatro, avec Camila Perisé et Juan José Camero.
- Victoria (1987), réalisé par Alfredo Gurrola et Ernesto Alonso, produit par Ernesto Alonso pour Televisa, avec Victoria Ruffo et Juan Ferrara.
- Muchacha italiana viene a casarse (2014), produit par réalisé par Pedro Damián pour Televisa, avec Livia Brito, José Ron, Nailea Norvind et Mike Biaggio.

### Sources
- (en) Cet article est partiellement ou en totalité issu de l’article de Wikipédia en anglais intitulé « Muchacha italiana viene a casarse » (voir la liste des auteurs).

- (es) Cet article est partiellement ou en totalité issu de l’article de Wikipédia en espagnol intitulé « Muchacha italiana viene a casarse (telenovela mexicana) » (voir la liste des auteurs).